# Гура-Келую
Гура-Келую (рум. Gura Căluiu) — село у повіті Олт в Румунії. Входить до складу комуни Келуй.
Село розташоване на відстані 163 км на захід від Бухареста, 26 км на захід від Слатіни, 23 км на північний схід від Крайови.

## Населення
За даними перепису населення 2002 року у селі проживали 845 осіб, усі — румуни. Усі жителі села рідною мовою назвали румунську.